# Красный альбом
Кра́сный альбо́м  — восьмой официальный альбом группы «Гражданская оборона». Один из серии альбомов 1987 года. Как и на всех альбомах серии, Егор Летов играет один на всех инструментах.
В 2006 году альбом был наряду с другими переиздан на лейбле «Мистерия Звука» с бонус-треками из неизданного ранее материала.

## История создания
По словам Летова, «Красный альбом» явился своеобразным сборником ранних «посевовских» песен, а также материала 1986 года. Первоначально он был записан в акустике, в 1986 году, но Летов остался недоволен качеством исполнения и альбом приобрел статус бутлега. Официально он был выпущен только в 1999 году под названием «Игра в бисер перед свиньями». В конце сессии звукозаписи 1987 года Летов вернулся к этому материалу и записал «своеобразный электрический ремейк». То, что альбом был записан последним из пяти, по словам Летова стало причиной худшего качества записи:

…к тому времени, когда ему следовало возникнуть, я уже жесточайше и безбожнейше заебался все отстраивать, выстраивать, ручки крутить, колонки двигать и т. д. т.п., что и привело неминуемо к излишне мерзостному звучанию, хотя это досадное упущение, возможно, отчасти и компенсируется крайне вдохновенным исполнением.— Егор Летов. Официальная альбомография ГрОб-Records
Песня «Зоопарк», по словам близкого друга Летова тех лет, Вадима Кузьмина, была своеобразным гимном их сибирской компании. Как и альбом «Мышеловка», «Красный альбом» был преднамеренно неверно датирован в выходных данных 1986 годом.

## Список композиций
Слова и музыка всех песен — Егор Летов, кроме №5 (авторы Олег Ивановский и Егор Летов).
| №   | Название                              | Длительность |
| --- | ------------------------------------- | ------------ |
| 1.  | «Игра в бисер»                        | 1:56         |
| 2.  | «На наших глазах»                     | 2:47         |
| 3.  | «Чужеродным элементом (Частицей лжи)» | 3:07         |
| 4.  | «Зоопарк»                             | 3:03         |
| 5.  | «Так далеко»                          | 2:12         |
| 6.  | «Детский мир»                         | 1:55         |
| 7.  | «Я иллюзорен со всех сторон»          | 2:58         |
| 8.  | «Мама, мама»                          | 4:16         |
| 9.  | «Ненавижу красный цвет»               | 2:08         |
| 10. | «Среди заражённого логикой мира»      | 3:28         |
| 11. | «Открытая дверь»                      | 1:36         |
| 12. | «Скоро настанет совсем»               | 2:13         |

| №   | Название              | Длительность |
| --- | --------------------- | ------------ |
| 13. | «Жёлтая пресса»       | 2:17         |
| 14. | «ЦК»                  | 2:01         |
| 15. | «Сказочка»            | 0:35         |
| 16. | «Пошли вы все на хуй» | 2:39         |
| 17. | «Он увидел солнце»    | 2:41         |
| 18. | «Умереть молодым»     | 1:46         |
| 19. | «Оптимизм»            | 2:06         |

## О записи
Егор Летов — голос, гитары, бас, ударные.
Записано в конце мая — начале июня 1987 года в ГрОб-студии.
6 декабря 2005 года альбом пересведён и реставрирован Егором Летовым и Натальей Чумаковой.
Оформление: Егор Летов.

## Критика и влияние
- Сергей Жариков, лидер рок-группы «ДК», утверждал, что «Красный альбом» Егор Летов называл одним из своих любимых альбомов, за который ему не стыдно[2].
- Музыкальный редактор интернет-издания Vatnikstan, Иван Белецкий, отмечал «Красный альбом» как один из ключевых альбомов сибирского панка, наряду с другим альбомом группы — «Русское поле экспериментов» 1989 года[3].
- Другой редактор Vatnikstan Никита Шатилин анализировал песни из альбома «Ненавижу красный цвет» и «Скоро настанет совсем» как «личное отношение Егора Летова к Советскому Союзу» и как «предвещение в ближайшем будущем нечто такого, что повлияет на общественные массы и на весь Советский Союз в целом»[4]. Правда, песни обсуждались в рамках демо-версии «Красного альбома» 1986 года.